# Stora Norstjärnen
Stora Norstjärnen är en sjö i Robertsfors kommun i Västerbotten och ingår i Kålabodaåns huvudavrinningsområde. Sjön har en area på 0,0305 kvadratkilometer och ligger 134,2 meter över havet.

## Delavrinningsområde
Stora Norstjärnen ingår i det delavrinningsområde (714215-174032) som SMHI kallar för Utloppet av Ultervattsträsket. Medelhöjden är 122 meter över havet och ytan är 6,04 kvadratkilometer. Det finns ett avrinningsområde uppströms, och räknas det in blir den ackumulerade arean 38,61 kvadratkilometer. Granån som avvattnar avrinningsområdet har biflödesordning 2, vilket innebär att vattnet flödar genom totalt 2 vattendrag innan det når havet efter 27 kilometer. Avrinningsområdet består mestadels av skog (58 procent) och jordbruk (13 procent). Avrinningsområdet har 0,61 kvadratkilometer vattenytor vilket ger det en sjöprocent på 10,1 procent.